# Raión de Ter
El raión de Ter (ruso: Те́рский райо́н) es un distrito administrativo y municipal (raión) ruso perteneciente a la óblast de Múrmansk. Se ubica en el sur de la óblast. Su capital es Umba.
En 2019, el raión tenía una población de 5161 habitantes.
El raión se extiende sobre el litoral marítimo de la parte meridional de la península de Kola en el mar Blanco. Su topónimo está vinculado a la región histórica del idioma sami ter, si bien los escasos hablantes nativos que quedan de este idioma no viven en este raión, sino en las áreas ubicadas en el noreste de la península.

## Subdivisiones
Comprende el asentamiento de tipo urbano de Umba y el asentamiento rural de Várzuga. Estas dos entidades locales suman un total de doce localidades.